# Ernst Kundt
Ernst Kundt též Arnošt Kundt (15. dubna 1897 Česká Lípa – 15. února 1947 Praha), byl československý politik německé národnosti a meziválečný poslanec Národního shromáždění za Sudetoněmeckou stranu (SdP).

## Biografie
Za první světové války byl zajat na ruské frontě. Působil jako ošetřovatel v nemocnici Československých legií ve Vladivostoku. Studoval práva na Univerzitě Karlově a ekonomii na Philipps-Universität v Marburgu, ale studia nedokončil.
V parlamentních volbách v roce 1935 se stal poslancem Národního shromáždění. Profesí byl správce něm. pol. úřadu práce. Podle údajů z roku 1935 bydlel v Praze.
Jeho vzestup v rámci Sudetoněmecké strany probíhal od roku 1936, kdy se dostává do vedení strany. Měl minulost v okruhu spolku Kameradschaftsbund, který později inspiroval lidi okolo Konrada Henleina k založení Sudetoněmecké strany. Patřil mezi nejbližší Henleinovy spolupracovníky a působil jako předseda poslaneckého klubu SdP. 19. září 1938, v době Mnichovské krize, byl vůdcem SdP Henleinem pověřen nalezením spojenců mezi slovenskými nacionalisty, kteří si přáli autonomii Slovenska.
Na rozdíl od mnoha svých stranických kolegů neztratil poslanecké křeslo na podzim 1938 v souvislosti se změnami hranic Československa a zůstal jedním z hlavních parlamentních zástupců zbylé německé menšiny v pomnichovském Česko-Slovensku. Sudetoněmecká strana se tehdy přejmenovala na Národně socialistickou německou dělnickou stranu, čímž se začlenila do říšské struktury nacistické strany. Kundt se politicky angažoval i za druhé světové války. Byl členem Říšského sněmu a působil jako funkcionář NSDAP. Působil na území Polska a podílel se na organizování holokaustu.
Po roce 1945 byl souzen československými úřady spolu s Hansem Krebsem a dalšími bývalými funkcionáři SdP, odsouzen k trestu smrti a popraven oběšením ve věznici Pankrác v sobotu 15. února 1947 ve 14 hodin 59 minut. Jeho poslední slova zněla (německy): „Prosím Boha, aby ochraňoval mou rodinu a také můj národ. Také českému národu přeji mír.“